# اوسپنکا (استان پاولودار)
اوسپنکا (قزاقی: Успенка) یک شهرک در استان پاولودار کشور قزاقستان است.